# Дрсник
Дрсник (серб. Дрсник, алб. Dërsnik или Dërsniku) — село, расположенное в Сербии, в автономном крае Косово и Метохия (фактически контролируется властями частично признанной Республики Косово) в 17 км (11 миль) к востоку от города Печ.

## История
Дрсник — довольно старое поселение. В раннем средневековье здесь располагался город, который носил название Дестиник. Под своим нынешним названием село впервые упоминается в уставе Стефана Первовенчанного в 1199—1206 годах.
К концу XX века большинство населения села составляли сербы, однако в 1999 году в ходе Косовской войны они в большинстве своём покинули село. Часть сербов вернулись сюда спустя 5 лет, в июне 2005 года.
В селе расположена Церковь Святой Параскевы, построенная в середине XVI века. Во время Косовской войны церковь была разорена и повреждена.
В августе 2013 года недалеко от села были сделаны археологические находки времён Римской империи.